# Tobu tori
「tobu_tori_」(とぶ とり)は、Base Ball Bearが2024年12月18日に配信したシングルである。

## 概要
Base Ball Bearの2024年第3弾作品としてリリース。
単独の配信シングルとしては今作の前々作にあたる配信シングル『Endless Etude』をリミックスした上で2024年1月に配信された『Endless Etude（BEST WISHES TO ALL ver.）』以来約11ヶ月ぶりの作品。

## 解説
本作はタイアップとしてテレビ朝日『ワールドプロレスリング』の2024年12月と2025年1月のファイティングミュージック（番組テーマソング）、及び2025年1月4日に開催されるプロレスリングイベント・新日本プロレス 『JR東海 推し旅Presents WRESTLE KINGDOM 19 in 東京ドーム』テーマソング、また2025年1月5日に開催される『JR東海 推し旅Presents WRESTLE DYNASTY』テーマソングとして採用された。

## 収録曲
| #  | タイトル       | 作詞     | 作曲・編曲 |
| -- | -------------- | -------- | ---------- |
| 1. | 「tobu_tori_」 | 小出祐介 | 小出祐介   |